# Mezzanin
För finansieringstypen, se Mezzaninkapital.

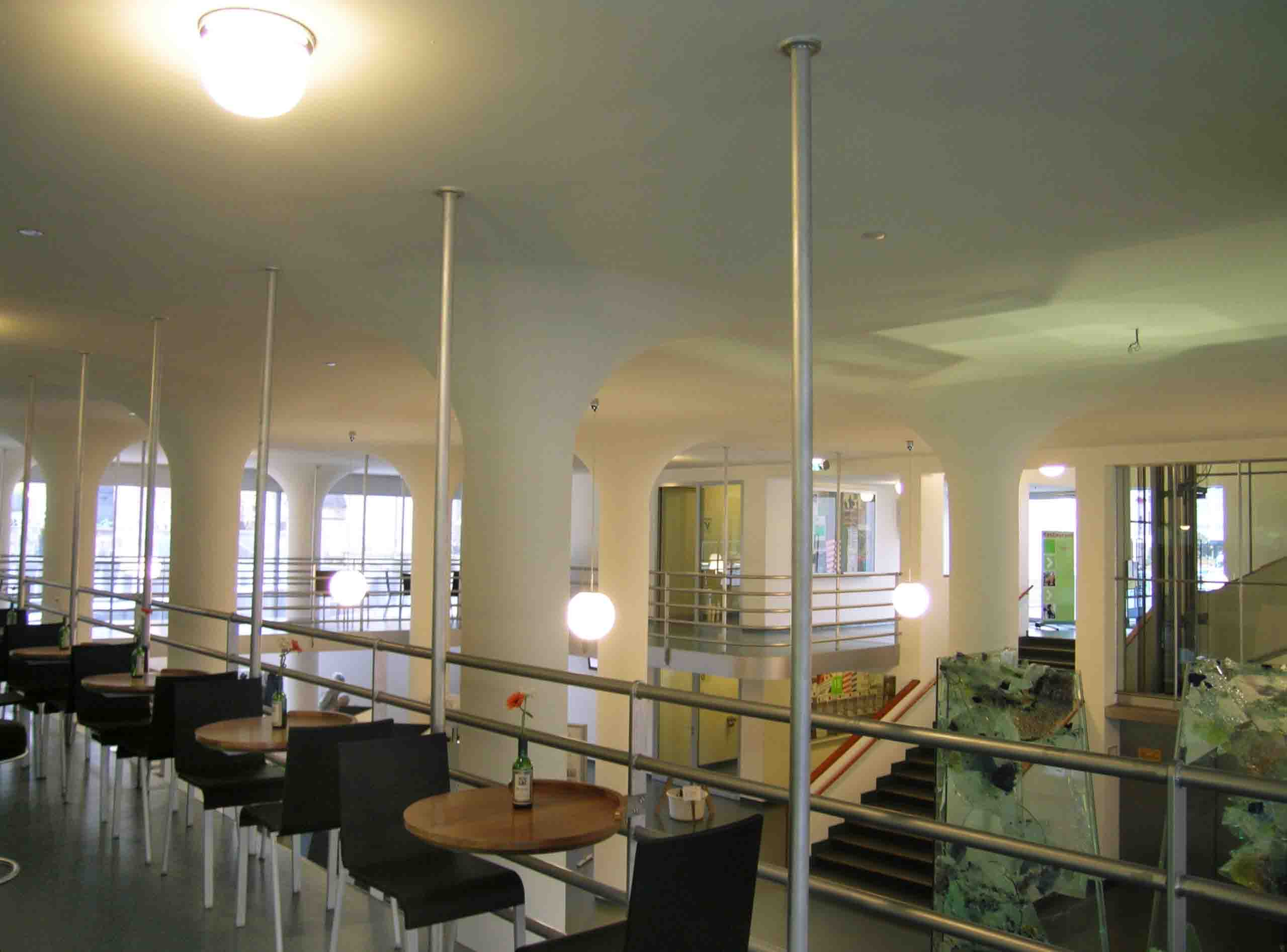
Mezzanin i kulturhuset Glaspaleis i Heerlen.

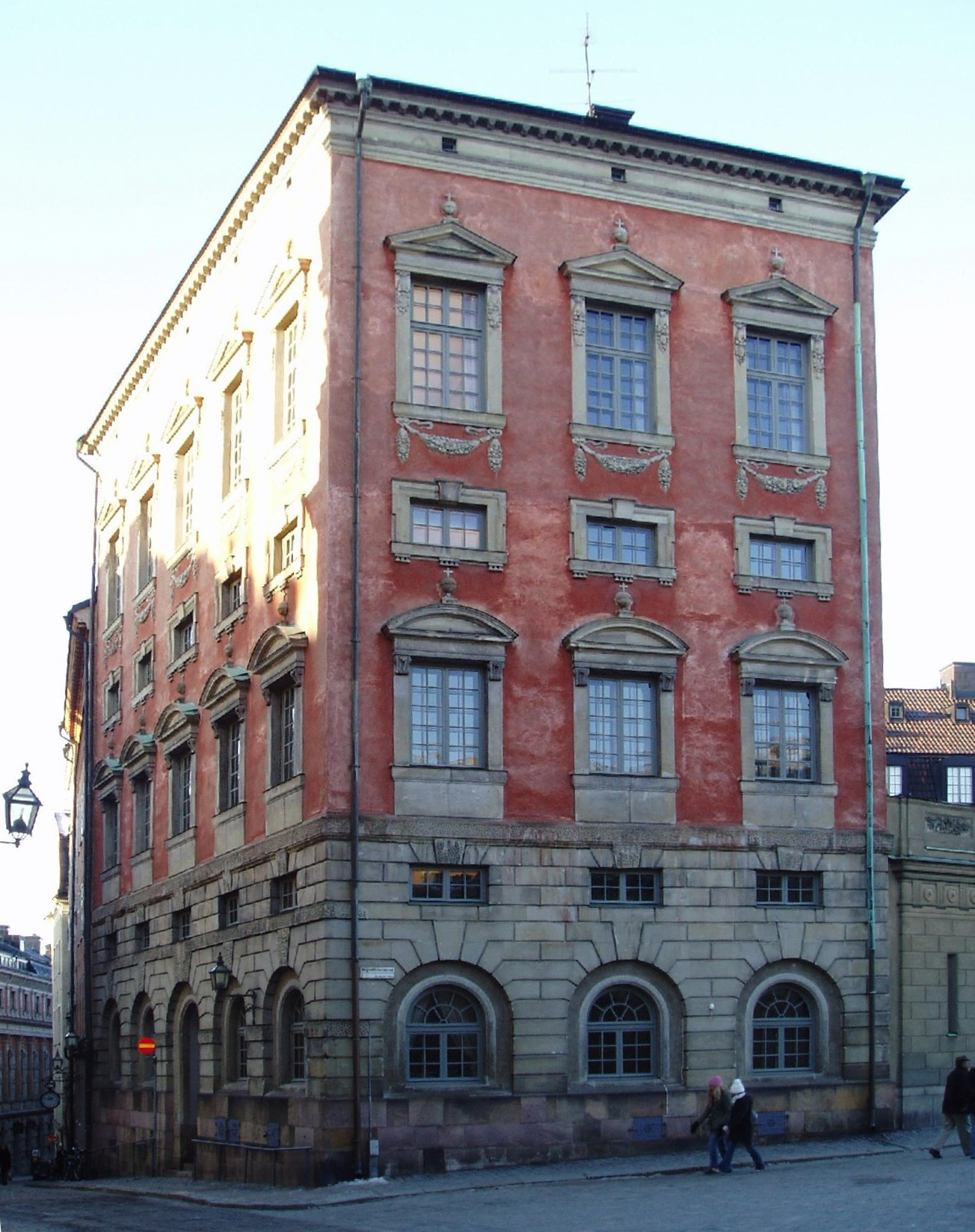
Mezzanin i Axel Oxenstiernas palats i Stockholm (fönsterraden i mitten med låga fönster)

En mezzanin, mezzaninvåning eller entresol är en låg våning mellan två högre, ofta försedd med små kvadratiska fönster. Den förekommer huvudsakligen i västerländsk arkitektur från italienska renässansen och senare.
Ordet har sitt ursprung i det italienska ordet mezzanino, diminutiv av mezzano som betyder "belägen i mitten". 